# Шочітль Гальвес
Берта Шочітль Гальвес Руїс, відома як Шочітль Гальвес (нар. 22 лютого 1963) — мексиканська політична діячка і підприємиця. З 2015 по 2018 — мер району Мігель Ідальго в Мехіко. З 2018 по 2023 — багатономінальна сенаторка у LXIV і LXV законодавчих органах Конгресу Мексики. Будучи сенаторкою, брала участь у партії з правоцентристською Партією національної дії, але часто підтримувала прогресивну політику щодо соціальних питань, таких як аборти, політика щодо наркотиків і соціальні витрати. Закінчила інженерну школу UNAM за спеціальністю комп’ютерна інженерія. Отримала номінацію як кандидатка від коаліції Fuerza y Corazón por México на президентських виборах у Мексиці 2024 року.

## Ранні роки
Народилася 22 лютого 1963 року в місті Тепатепек, штат Ідальго, від корінного жителя Отомі та метиски, яка також частково мала походження Отомі. В дитинстві продавала десерти на місцевому ринку, щоб підтримати навчання та сім'ю . Переїхала до Мехіко у 16 років , щоб вивчати комп’ютерну інженерію в Національному автономному університеті Мексики (UNAM), спочатку працюючи агенткою колл-центру, а пізніше отримавши посаду наукової співробітниці в коледжі UNAM. інженерії . Вона мала здобути ступінь комп’ютерної інженерії у 2010 році, згідно з інформацією в Національному реєстрі професіоналів (Registro Nacional de Profesionistas). Кілька років після отримання диплома комп’ютерного інженера почала працювати програмісткою, а потім системною аналітикинею в Національному інституті географії та статистики (INEGI). Також була директором телекомунікацій у Всесвітньому торговому центрі Мехіко .
З 2000 по 2006 рік була головою Національного інституту корінних народів під час адміністрації Вісенте Фокса .
На виборах штату Ідальго 2010 року була кандидаткою на пост губернатора штату від коаліції «Ідальго об’єднує нас», що складається з Партії національної дії (PAN), Партії демократичної революції (PRD), Лейбористської партії (PT) і Convergencia . Гальвес посіла друге місце, набравши 47% голосів .

## Бізнес і благодійність
У 1992 році Гальвес заснувала компанію High Tech Services, яка займається розробкою технологічних проєктів, спрямованих на проєктування інтелектуальних будівель, енергозбереження, автоматизації процесів, безпеки та телекомунікацій. Вона також була засновницею і генеральною директором компанії OMEI, яка займається експлуатацією та обслуговуванням інтелектуальних інфраструктур .
Вона отримала нагороду Фонду Sé Líder, нагороду Zazil у соціальній та гуманітарній сфері, визнання «Відданості іншим» від Мексиканського центру філантропії та «Медаль Перікла», нагороджена Музеєм Ампаро Пуебла за соціальні заслуги .
У 1999 році Всесвітній економічний форум у Давосі, Швейцарія, визнав Гальвес однією зі «100 світових лідерів майбутнього світу» . У 2000 році журнал Business Week назвав її однією з 25 нової бізнес-еліти Латинської Америки . На прибутки від своїх компаній у 1995 році вона створила фонд Porvenir, який займається боротьбою з недоїданням дітей і допомогою жінкам у районах корінного населення . З цієї причини Луїз Інасіо Лула да Сілва запросив її взяти участь у Соціальному форумі Порту-Алегрі [неякісне джерело].

## Політична кар'єра

### Мер міста Мігель Ідальго
На виборах у федеральному окрузі 2015 року Гальвес була кандидаткою від Партії національної дії на посаду мера району Мігель Ідальго. Вона виграла вибори, набравши 32% голосів  і працювала з 1 жовтня 2015 року по 15 березня 2018 року мером району Мігель Ідальго Мехіко.

### Сенаторка
На федеральних виборах 2018 року Гальвес змагалася в сенатській гонці за Мехіко від коаліції «Por México al Frente» разом з Еміліо Альваресом Ікасою. Крім того, у національному списку вона була висунута на місце в Сенаті від Партії демократичної революції . Вона не змогла виграти місце в Мехіко, але була обрана до Сенату за пропорційним представництвом . З 1 вересня 2018 року по 20 листопада 2023 року вона була членкинею LXIV і LXV законодавчих зборів Конгресу Союзу як членкиня Партії національної дії .
29 квітня 2021 року Гальвес оголосила, що планує перейти від Партії національної дії до Партії демократичної революції, щоб гарантувати, що партія дотримується вимоги щодо наявності принаймні п’яти представників у Сенаті, щоб вважатися членкинею Партії демократичної революції парламентської групи та бути частиною Постійного комітету Сенату . Зрештою було прийнято рішення дозволити PRD бути частиною Комітету, заперечуючи необхідність перемикання .

### Кандидатка у президенти 2024 року
Наприкінці червня Гальвес оголосила про свій намір змагатися за пост президента на загальних виборах 2024 року . Вона швидко стала фавориткою опитувань громадської думки серед опозиційних кандидатів, що призвело до нападок і звинувачень з боку президента Андреса Мануеля Лопеса Обрадора . 30 серпня 2023 року її затвердили «координаторкою коаліції» Широкого фронту (тобто майбутньою кандидаткою в президенти). На виборах набрала 27,45% голосів .